# Національна бібліотека Перу
12°03′01″ пд. ш. 77°01′41″ зх. д. / 12.0502° пд. ш. 77.0281° зх. д.
Націона́льна бібліоте́ка Перу́ (ісп. Biblioteca Nacional del Perú) — національна бібліотека Перу, розташована в столиці держави місті Лімі. Це найстаріша і найважливіша бібліотека країни. 

## Загальна інформація
Бібліотека має різні завдання, серед яких формулювання, здійснення, контроль і оцінка виконання політики та планів розвитку бібліотечного обслуговування в національній та міжнародній сферах задля освітніх цілей. Заклад перебуває у віданні Міністерства освіти Перу, є головним у національній бібліотечній системі Перу (Sistema Nacional de Bibliotecas (SNB) del Perú).
Національна бібліотека Перу має дві філії. Стара будівля закладу розташована на проспекті Абанкай (район Ліми), а сучасна будівля — на проспекті Хав'єра Прадо (район Сан-Борха). Обидві відкриті для відвідування.
Відвідання Національної бібліотеки Перу, як і більшості перуанських бібліотек, є безкоштовним.

## З історії та фондів
Бібліотеку заснував Хосе де Сан-Мартін у 1821 році після того, як він пожертвував закладу свою книгозбірню і висловився про нову бібліотеку як: «… один із найефективніших засобів для введення в обіг наших інтелектуальних цінностей». 
Історично бібліотека пройшла через різні етапи реструктуризації від часу свого заснування. 
Під час Тихоокеанської війни чилійська армія після взяття Ліми викрала з бібліотеки різні артефакти разом із великим фондом. Перуанський письменник і вчений Рікардо Пальма, який був директором бібліотеки в 1884 році, згадував, що з 56 000 творів, які бібліотека мала до війни, лише 378 залишилися після окупації. У 2007 році 3 778 книг повернули до Перу з Чилі. Ведуться і надалі (2020-ті) переговори між керівництвом бібліотеки та чилійською владою щодо виявлення творів, які могли б належати Перу і які згодом можна було б повернути. 
Іншою важливою подією, яку пережила бібліотека, стала пожежа, яка майже повністю знищила приміщення бібліотеки 10 травня 1943 року, під час якої були втрачені різноманітні високоцінні історичні праці. На місці старої бібліотеки звели нову будівлю разом із навчальним центром для майбутніх бібліотекарів.
Офіційне урочисте відкриття нової будівлі бібліотеки відбулося 27 березня 2006 року. У заході взяли участь президент країни Алехандро Толедо та директор Національної бібліотеки Сінесіо Лопес.
У різний час установу очолювали визначні перуанські діячі (вчені, історики, письменники, політики) Мануель Гонсалес Прада, Хорхе Басадре, Рікардо Пальма тощо.
Серед раритетів з фонду бібліотеки — перша книга, надрукована в Лімі в 1584 році разом з іншими історичними книгами, що датуються колоніальними часами.